# Campionato europeo femminile di calcio 1997
Il Campionato europeo femminile di calcio 1997 è stata la 7ª edizione del campionato europeo femminile di calcio per nazionali. Si è svolto nel 1997 in Norvegia e in Svezia. La vittoria è andata alla Germania che in finale ha sconfitto l'Italia per 2-0.

## Squadre qualificate
- Norvegia
- Russia
- Italia
- Svezia
- Francia
- Danimarca
- Germania
- Spagna

## Fase a gruppi

### Gruppo A
| Pos. | Squadra | Pt | G | V | N | P | GF | GS | DR |
| ---- | ------- | -- | - | - | - | - | -- | -- | -- |
| 1.   | Svezia  | 9  | 3 | 3 | 0 | 0 | 6  | 1  | +5 |
| 2.   | Spagna  | 4  | 3 | 1 | 1 | 1 | 2  | 2  | 0  |
| 3.   | Francia | 4  | 3 | 1 | 1 | 1 | 4  | 5  | -1 |
| 4.   | Russia  | 0  | 3 | 0 | 0 | 3 | 2  | 6  | -4 |

| Arbitro: | Gitte Lyngo Nielsen |

|            |           |            |
| Roujas 50’ | Marcatori | 14’ Parejo |

| Arbitro: | Christine Frai |

|                            |           |            |
| Ljungberg 10’ Pohjanen 82’ | Marcatori | 80’ Savina |

| Arbitro: | Vibeke Karlsen |

|  |           |                   |
|  | Marcatori | 7’ (aut.) Serrats |

| Arbitro: | Cristina Gozzi |

|                |           |                      |
| Grigorieva 52’ | Marcatori | 27’, 56’, 74’ Roujas |

| Arbitro: | Vibeke Karlsen |

|                                                    |           |  |
| Andersson 18’ (rig.) Diacre 22’ (aut.) Jonsson 45’ | Marcatori |  |

| Arbitro: | Regina Konink-belksma |

|  |           |            |
|  | Marcatori | 70’ Parejo |

### Gruppo B
| Pos. | Squadra   | Pt | G | V | N | P | GF | GS | DR |
| ---- | --------- | -- | - | - | - | - | -- | -- | -- |
| 1.   | Italia    | 5  | 3 | 1 | 2 | 0 | 5  | 3  | +2 |
| 2.   | Germania  | 5  | 3 | 1 | 2 | 0 | 3  | 1  | +2 |
| 3.   | Norvegia  | 4  | 3 | 1 | 1 | 1 | 5  | 2  | +3 |
| 4.   | Danimarca | 1  | 3 | 0 | 1 | 2 | 2  | 9  | -7 |

| Arbitro: | Katriina Elovirta |

|             |           |           |
| Meinert 49’ | Marcatori | 71’ Carta |

| Arbitro: | Regina Konink-belksma |

|  |           |                                        |
|  | Marcatori | 16’, 18’, 49’, 81’ Pettersen 55’ Støre |

| Arbitro: | Eva Ödlund |

|                       |           |                       |
| 49’ Morace 80’ Panico | Marcatori | 23’ Terp 62’ Pedersen |

| Moss 3 luglio 1997, ore 20:00 CET | Norvegia        | 0 – 0 referto | Germania | Melløs Stadion (7 666 spett.)\| Arbitro: \| Nicole Petignat \| |
| Arbitro:                          | Nicole Petignat |               |          |                                                                |

| Arbitro: | Katriina Elovirta |

|  |           |                     |
|  | Marcatori | 82’ Meyer 90’ Prinz |

| Arbitro: | Eva Ödlund |

|  |           |                  |
|  | Marcatori | 4’, 90+2’ Morace |

## Fase a eliminazione diretta

### Tabellone
|  | Semifinali | Semifinali | Semifinali |        |          | Finale   | Finale | Finale |  |
|  |            |            |            |        |          |          |        |        |  |
|  | 1A         | Svezia     | 0          |        |          |          |        |        |  |
|  | 1A         | Svezia     | 0          |        |          |          |        |        |  |
|  | 2B         | Germania   | 1          |        |          |          |        |        |  |
|  | 2B         | Germania   | 1          |        | Germania | Germania | 2      |        |  |
|  |            |            |            |        | Germania | Germania | 2      |        |  |
|  |            |            | Italia     | Italia | 0        |          |        |        |  |
|  | 1B         | Italia     | Italia     | Italia | 0        | 2        |        |        |  |
|  | 1B         | Italia     |            |        |          |          |        |        |  |
|  | 2A         | Spagna     | 1          |        |          |          |        |        |  |

### Semifinali
| Arbitro: | Nicole Petignat |

|  |           |              |
|  | Marcatori | 84’ Wiegmann |

| Arbitro: | Christine Frai |

|                        |           |            |
| Fiorini 11’ Morace 29’ | Marcatori | 89’ Parejo |

### Finale
| Arbitro: | Gitte Lyngo Nielsen |

|                       |           |  |
| Minnert 22’ Prinz 49’ | Marcatori |  |

## Statistiche

### Classifica marcatrici
4 reti
- Angélique Roujas
- Carolina Morace
- Marianne Pettersen

3 reti
- Ángeles Parejo

2 reti
- Birgit Prinz

1 rete
- Lene Terp
- Merete Pedersen
- Maren Meinert
- Monika Meyer
- Sandra Minnert
- Bettina Wiegmann
- Antonella Carta
- Silvia Fiorini
- Patrizia Panico
- Heidi Støre
- Irina Grigorieva
- Larisa Savina
- Malin Andersson
- Kristin Jonsson
- Hanna Ljungberg
- Anna Pohjanen

Autoreti
- Corinne Diacre (in favore della Svezia)
- Judith Corominas Serrats (in favore della Svezia)